# Иннокентьевка (Нанайский район)
Инноке́нтьевка — село в Нанайском районе Хабаровского края. Административный центр и единственный населённый пункт сельского поселения «Село Иннокентьевка».

## География
Село Иннокентьевка стоит на правом берегу Иннокентьевской протоки (правобережная протока Амура). Выше села Иннокентьевка в Иннокентьевскую протоку впадает протока Ченка (течёт от села Лидога) и протока из Иннокентьевского озера. Напротив Иннокентьевки от Иннокентьевской протоки отходит протока Хоринская.
Село Джонка — спутник Иннокентьевки, находится примерно в 3 км вверх по протоке к озеру.
От села Иннокентьевка до автодороги Хабаровск — Комсомольск-на-Амуре около 15 км (на восток).

## История
Село основано в 1896 году.

## Население
| 1870  | 1959  | 1970  | 1979  | 1989  | 1992  | 2002  |
| ----- | ----- | ----- | ----- | ----- | ----- | ----- |
| 49    | ↗2030 | ↘1844 | ↘1613 | ↘1561 | ↗1700 | ↘1362 |
| 2010  | 2011  | 2012  | 2013  | 2014  | 2015  | 2016  |
| ↘1109 | ↘1108 | ↘1071 | ↘1047 | ↘1012 | ↘953  | ↘924  |
| 2017  | 2018  | 2019  | 2020  | 2021  |       |       |
| ↘908  | ↘880  | ↘854  | ↘819  | ↘726  |       |       |

## Галерея

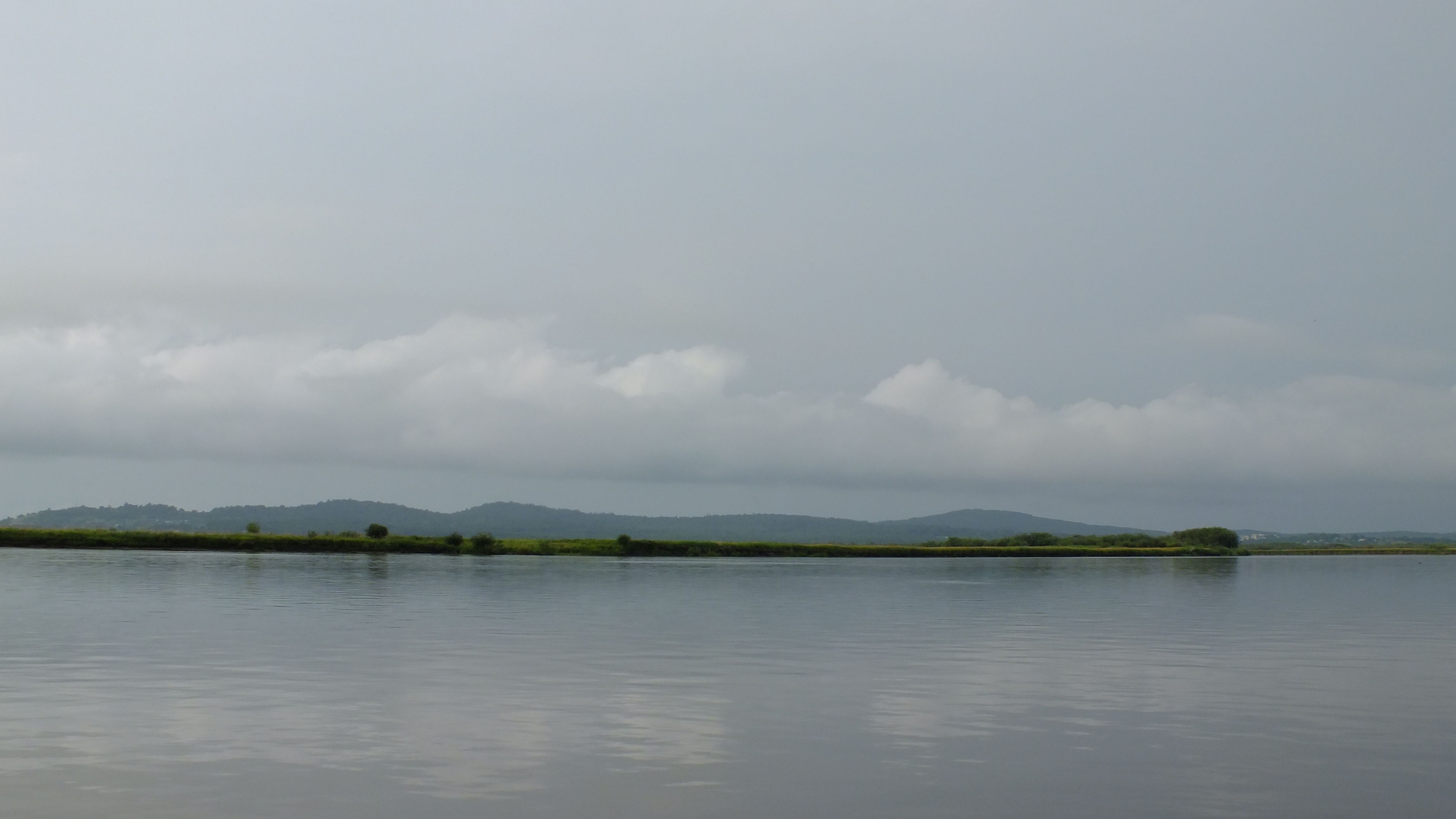
Пос. Джонка справа, село Иннокентьевка слева.
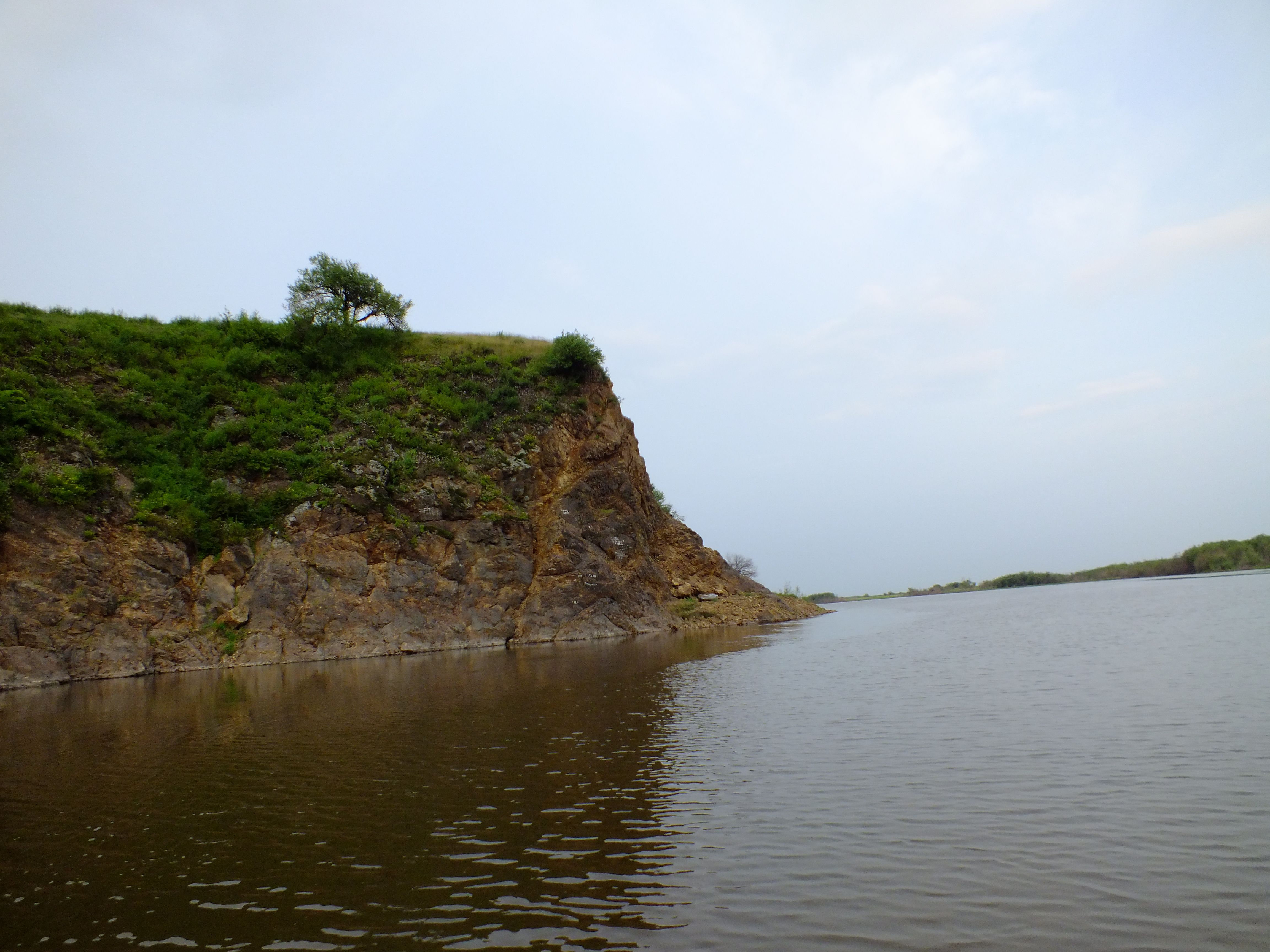
Иннокентьевский утёс.
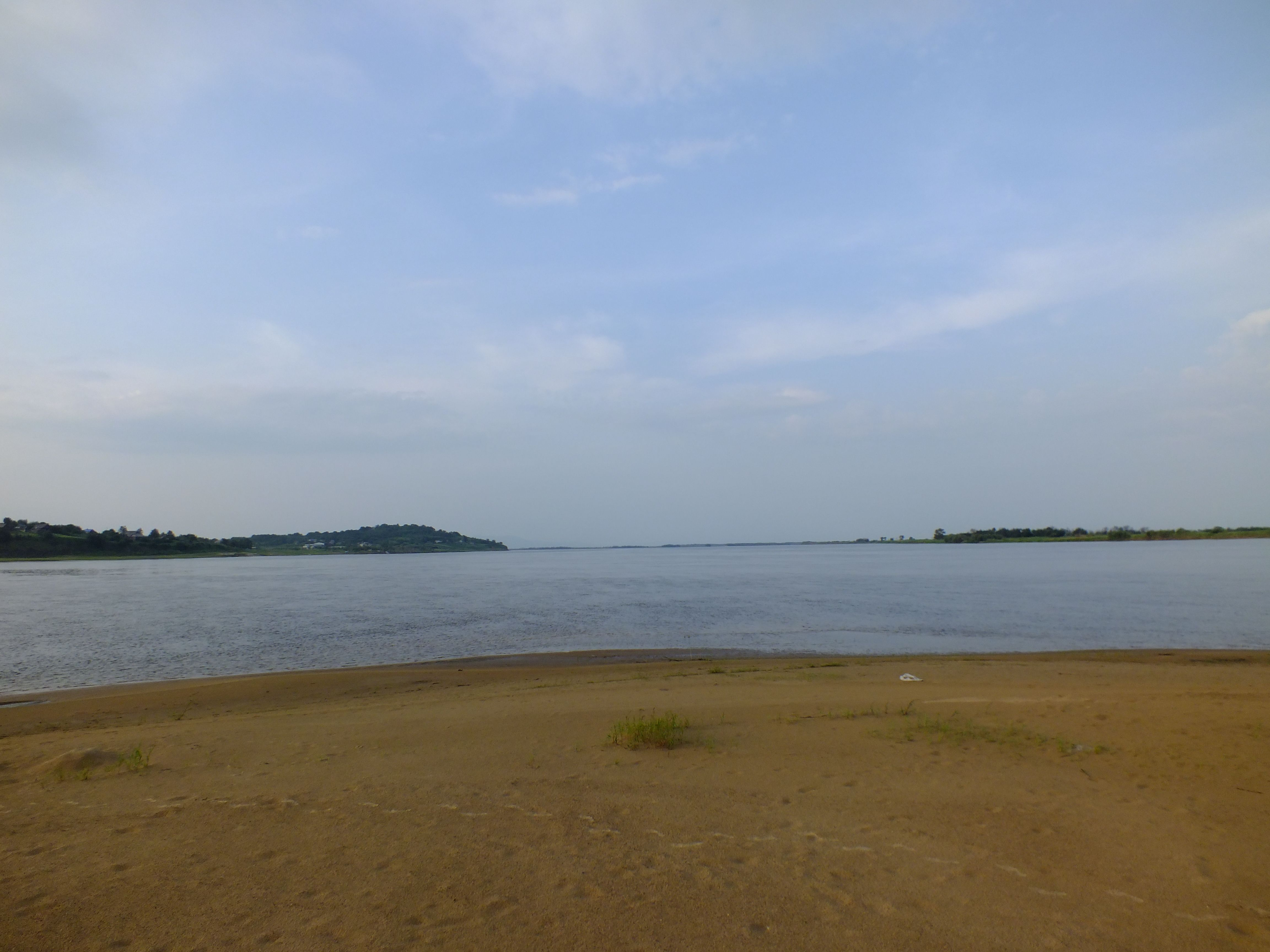
Направо — протока Иннокентьевская и выход в основное русло Амура, налево — протока Хоринская.